# سیمئون یانکوف
سیمئون یانکوف (بلغاری: Симеон Янков؛ ۱۷ فوریهٔ ۱۸۹۹ – ۳ سپتامبر ۱۹۷۹) بازیکن فوتبال اهل بلغارستان بود.
از باشگاه‌هایی که در آن بازی کرده‌است می‌توان به باشگاه فوتبال لفسکی صوفیه اشاره کرد.
وی همچنین در تیم ملی فوتبال بلغارستان بازی کرده‌است.